# Fulvio Bianconi

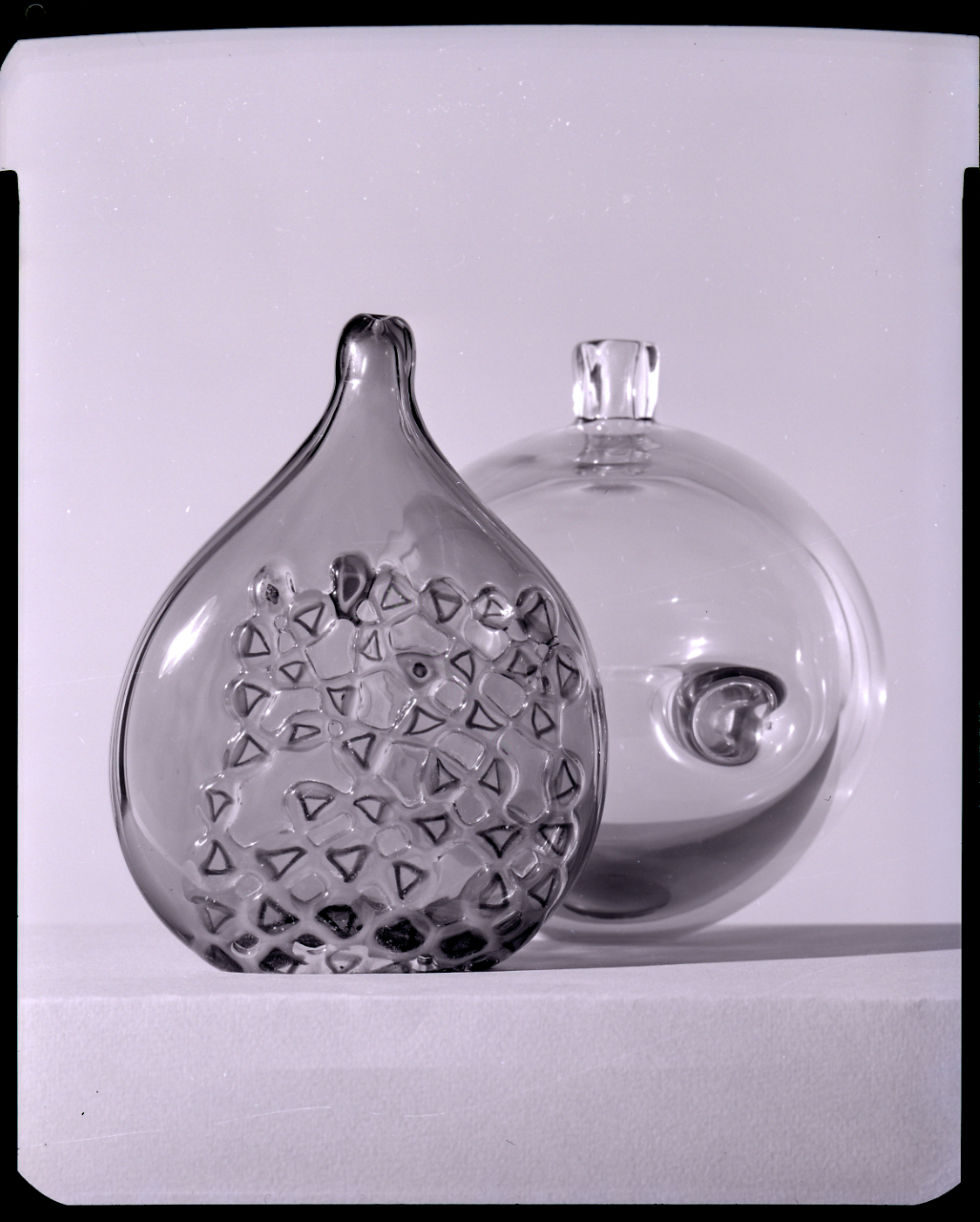
Glasvaser av Fulvio Bianconi.

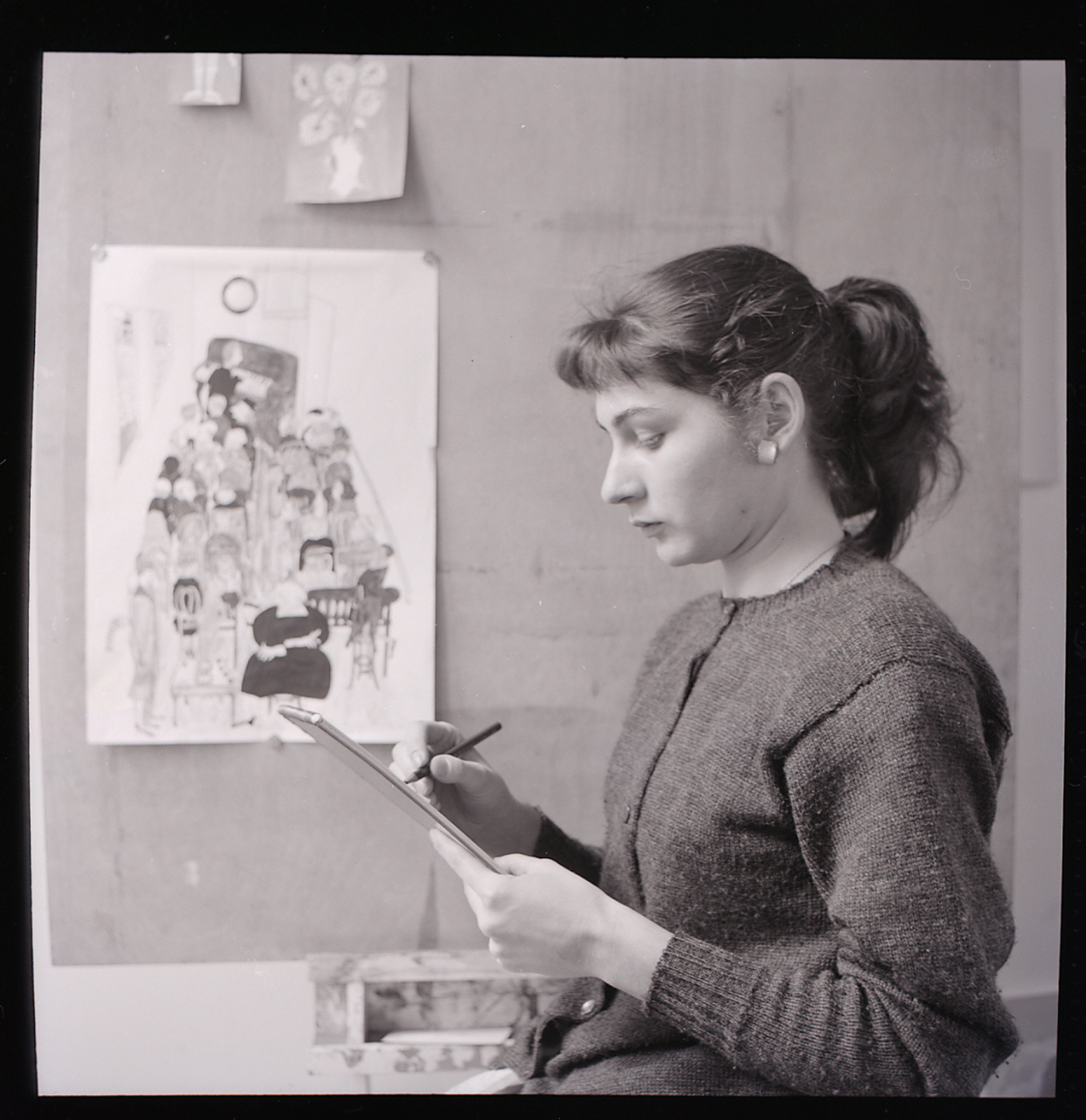
Foto i Bianconi-huset, dottern Maria.

Fulvio Bianconi, född 27 augusti 1915 i Padua, död 14 maj 1996, i Milano, var en italiensk målare och glaskonstnär.
Bianconi var en av Paolo Veninis främsta glasblåsare och verksam vid företaget från 1948. Han gjorde allt från eleganta små figurer till stora färgstarka vaser. Bianconi tillverkade den första näsduksskålen, en produkt som kom att bli Veninis signum.